# Bohdan Janusz
Bohdan Janusz, ukr. Богдан Януш (ur. 1887, zm. 5 listopada 1930 we Lwowie) – polski i ukraiński archeolog, historyk, etnograf, konserwator zabytków przedhistorycznych w Małopolsce Wschodniej.
Urodził się w ukraińskiej rodzinie. Uczeń polskiego archeologa Karola Hadaczka. Przed I wojną światową długoletni redaktor Kuriera Lwowskiego. W 1907 został członkiem ukraińskiego Towarzystwa Naukowego im. Tarasa Szewczenki. Był autorem wielu prac z zakresu prehistorii i historii sztuki, m.in.: Typy etniczne i kulturalne w prehistorji Galicji wschodniej (1911), Człowiek przedhistoryczny (Warszawa, 1914), czy niezmiernie ważnej i ciekawej dla archeologii polskiej pracy Zabytki przedhistoryczne Galicji wschodniej (1918), która zestawia wszystkie znane do roku 1918 wykopaliska na terenie Małopolski Wschodniej. Swoją inną monografię zatytułowaną Kultura przedhistoryczna Podola galicyjskiego (1914) wydawał w 1919 roku fragmentami w Przewodniku Naukowym i Literackim (Przewodnik ten stanowił miesięczny dodatek do Gazety Lwowskiej).
W 1920 Janusz objął stanowisko konserwatora zabytków przedhistorycznych okręgu lwowskiego, które pełnił przez kilka lat. W tym samym roku rozpoczął wydawanie miesięcznika „Wiadomości Konserwatorskie”, poświęcony zabytkom sztuki i kultury, który jednak uległ rozwiązaniu ze względu na nikłe zainteresowanie. Hobbystycznie interesował się także historią Ormian w Polsce.
Zginął śmiercią samobójczą (zastrzelił się w jednym z hoteli we Lwowie). Pochowany na Cmentarzu Łyczakowskim.

## Prace
- Typy etniczne i kulturalne w prehistorji Galicji wschodniej[4] (1911)
- Z pradziejów ziemi Lwowskiej[5] (1913)
- Kultura przedhistoryczna Podola galicyjskiego (1914)
- Człowiek przedhistoryczny[6] (1914)
- 293 dni rządów rosyjskich we Lwowie (3. IX. 1914 - 22. VI. 1915)[7] (1915)
- Zabytki przedhistoryczne Galicyi wschodniej[8] (1918)
- Przeszłość i zabytki województwa Tarnopolskiego (1926)